# منظومة وطنية للابتكار
المنظومة الوطنية للابتكار (بالإنجليزية: National Innovation System)‏ هو مفهوم مؤسساتي يؤطر مجموع تدفقات التكنولوجيا والمعلومات بين الأفراد والشركات والمؤسسات وهو أمر أساسي لإنجاح العمليات الابتكارية على المستوى الوطني لدولة ما. فوفقا لنظرية نظام الابتكار، فإن الابتكار والتطوير التكنولوجي هما نتيجة لمجموعة معقدة من العلاقات بين الجهات الفاعلة في المنظومة، وتشمل هذه الجهات الشركات والجامعات ومعاهد البحوث الحكومية.